# Valentín de Barrecheguren y Santaló
Valentín de Barrecheguren y Santaló (Granada, 19 de diciembre de 1853 – Granada, 18 de agosto de 1893) fue un médico, pintor, industrial, intelectual, tertuliano y activista cultural español, que desarrolló su labor benéfica, cultural y profesional como miembro destacado de la sociedad granadina de su época.

## Biografía
Nació en Granada el 19 de diciembre de 1853, con orígenes familiares en el País Vasco y Cataluña.
En 1887 contrajo matrimonio con Tránsito Cobos Maza hija del periodista y director de la Escuela Normal de Granada, Francisco Javier Cobos Rodríguez.

### Formación
Cursó estudios primarios en el colegio de la Purísima y secundarios con los padres Escolapios  de su ciudad natal. En 1878 obtuvo el grado de doctor en Medicina en la Universidad de Madrid.

### Pintor

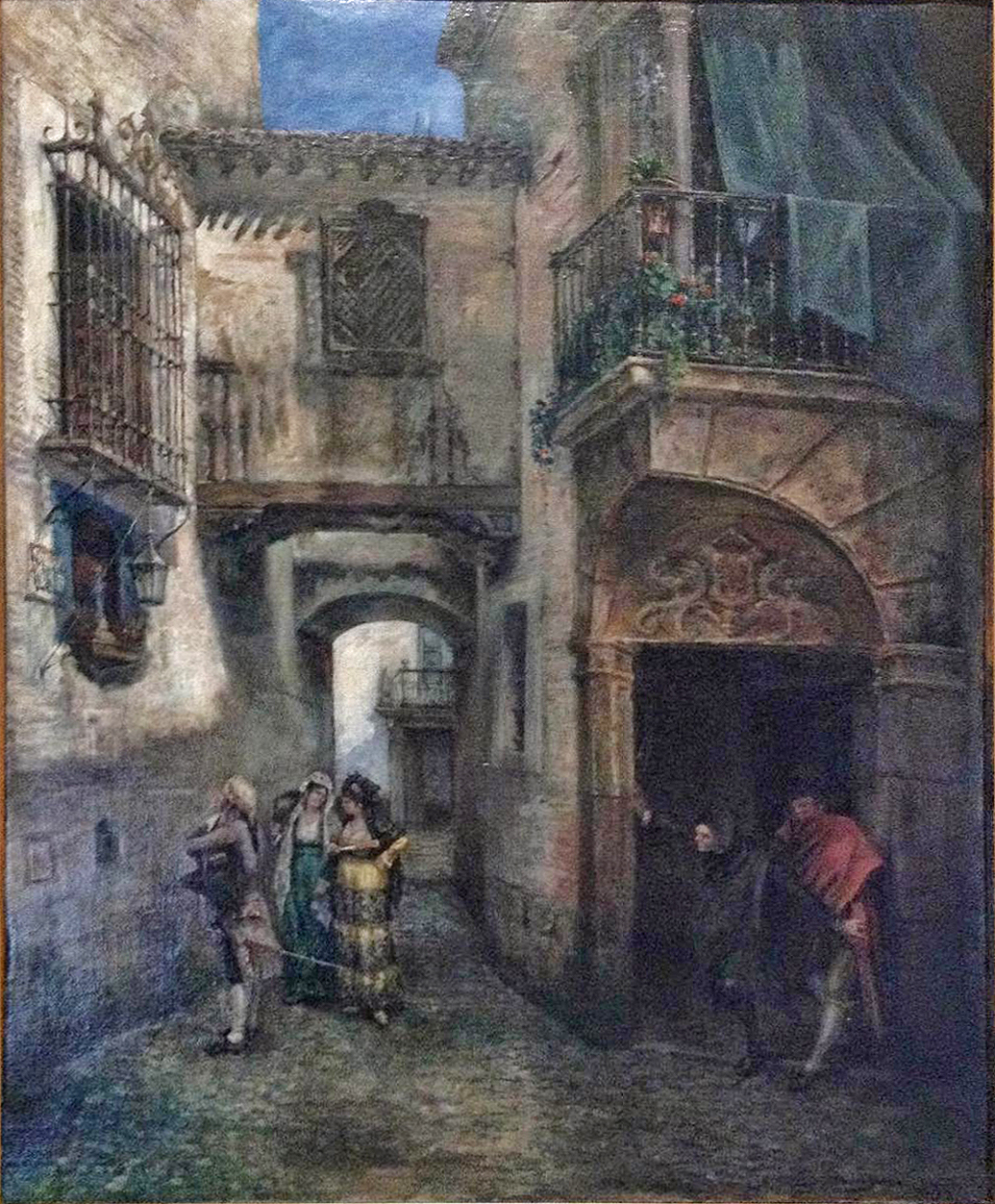
Mientras vos rogáis a Dios..., óleo pintado por Valentín Barrecheguren representando una escena junto a la casa de los condes de Castillejo en la calle Ballesteros de Granada.

Siendo estudiante en los escolapios se aficionó a la pintura de la mano de Eduardo García Guerra y posteriormente recibió clases de Mariano Fortuny. Terminados los estudios de Medicina con los que conpaginó su formación pictórica, emprendió un viaje a París, a Roma y a otras ciudades de Italia, donde continuó su formación artística. En Roma conoció y entabló amistad con Pradilla, que se encontraba pensionado en la Academia de España.
Al regresar de su periplo europeo fue distinguido con la Cruz de Carlos III, con motivo de una exposición de arte antiguo organizada por el ayuntamiento de Granada.
Sus múltiples ocupaciones aún le dejaron tiempo para pintar algunos cuadros. A pesar de ser considerado pintor aficionado dejó varias pinturas, algunas inacabadas, entre las que Manuel Gómez -Moreno destacó en un artículo publicado en el Boletín del Centro Artístico como homenaje póstumo a Barrechegurenn las siguientes:
- Casa en la cuesta de la Alhacaba (1874);
- Iglesia de Santa Ana;
- Carmen de la Carrera de Darro, con figuras;
- Casa en la calle de los Solares;
- Interior de la Catedral (boceto);
- Una rifa a beneficio de las ánimas (boceto);
- Mientras vos rogáis a Dios... (1876);

óleos de pequeñas dimensiones, apuntes y estudios que a la muerte del pintor conservaba su familia. Entre sus obras de más porte, el mismo crítico y en la misma publicación menciona:
- Tránsito de San José, cuadro con figuras a tamaño natural, destinado a la iglesia del asilo de ancianos de las Hermanitas de los Pobres;
- Entrevista de Colón y los Reyes Católicos en el salón de Comares;
- Mercado de esclavas, ambas inconclusas;
- Procesión en Salamanca;
- Pacificación de los moriscos del Albaicín por fray Hernando de Talavera (1876) (boceto);
- Vista del puente de san Francisco y Rivera del Darro;
- y una imitación de tapiz titulada Alegoría de la Música;
- así como un retrato de su madre.

Su amigo y crítico Francisco de Paula Valladar ve en la obra pictórica de Valentín Barrecheguren rasgos impresionistas transmitidos en las enseñanzas de Eduardo García Guerra, adquiridos por influencia de Fortuny y en las visitas a Roma, Florencia o a los museos de París y un incipiente modernismo que él denomina «pre-modernismo». Este mismo analista considera como obra más importante entre las de Barrecheguren el boceto trazado para un concurso convocado por el Centro Artístico, que tituló Pacificación de los moriscos del Albaicín por fray Hernando de Talavera.

### Tertuliano
Introducido por su maestro Guerra en las tertulias granadinas de la época, participó ya de estudiante en la  Cuerda, tertulia que tenía lugar en el Café Alameda y luego de la mano de su amigo de infancia Matías Méndez en la conocida como La Pajarera del café Pasaje.
Fue miembro fundador y alma del Centro Artístico, sociedad cultural nacida en Granada en 1884 en beneficio de los damnificados por los terremotos que asolaron la ciudad en ese año. Allí creó un taller de modelo, enseñó en una clase de acuarela y se encargó de la decoración de los locales de la sociedad ubicados en plaza Nueva, entre otras muchas actividades.

### Médico
Destacó su labor y entrega como médico durante la epidemia de cólera que hubo en Granada el verano de 1885, lo que le valió la concesión de la Cruz de Beneficencia.

### Industrial
Fue accionista y administrador de la fábrica de azúcar de Santa Juliana instalada en Armilla.
En 1886, el gobernador civil de Granada lo encargó de la secretaría de la sociedad creada para poner en marcha la Cámara de Comercio e Industria, institución de cuya primera junta directiva fue elegido secretario.

### Excursionista
A partir de 1891, como miembro del Centro Artístico y con otros socios, como Diego Marín o Indalecio Ventura Sabater, acostumbraba a hacer excursiones a Sierra Nevada y publicar crónicas de las mismas en la prensa local. Durante estas excursiones, que serían el germen para la creación de la sociedad Diez Amigos Limited, que tanto influiría a principios de siglo XX en el conocimiento y la difusión de Sierra Nevada, Valentín Barrecheguren practicó otra de sus aficiones por una técnica recién nacida: la fotografía.

## Final
Tras un viaje de negocios por Jaén, Valencia, Lérida, Madrid y Córdoba, durante el cual ya se sintió enfermo, falleció en Granada el 17 de agosto de 1893. Sus restos fueron inhumados junto a los de sus padres en una bóveda del patio tercero del Cementerio de San José de Granada.